# 1225년

## 연호
- 남송(南宋) 보경(寶慶) 원년
- 금(金) 정대(正大) 2년
- 일본(日本) 겐닌(元仁) 2년 / 가로쿠(嘉禄) 원년
- 서하(西夏) 건정(乾定) 3년
- 리 왕조(李朝) 티엔쯔엉흐우다오(天彰有道) 2년
- 쩐 왕조(陳朝) 끼엔쭝(建中) 원년

## 기년
- 남송(南宋) 이종(理宗) 원년
- 금(金) 애종(哀宗) 2년
- 고려(高麗) 고종(高宗) 12년
- 몽골 칭기즈 칸 20년
- 서하(西夏) 헌종(獻宗) 3년
- 리 왕조(李朝) 소황(昭皇) 2년
- 쩐 왕조(陳朝) 태종(太宗) 원년

## 사건
- 몽골의 사신 저고여가 압록강 연안에서 죽임을 당했다.
- 최우가 정방을 설치했다.

## 탄생
- 스콜라 철학자 토마스 아퀴나스

- 고려의 문신 이행검